# Cyril Dupré Noyes
Sir Cyril Dupré Noyes CB CIE MC, britanski general, * 13. februar 1885, † 1946.